# Leubu Me
Leubu Me is een bestuurslaag in het regentschap Bireuen van de provincie Atjeh, Indonesië. Leubu Me telt 362 inwoners (volkstelling 2010).